# Königlicher Nationalstadtpark

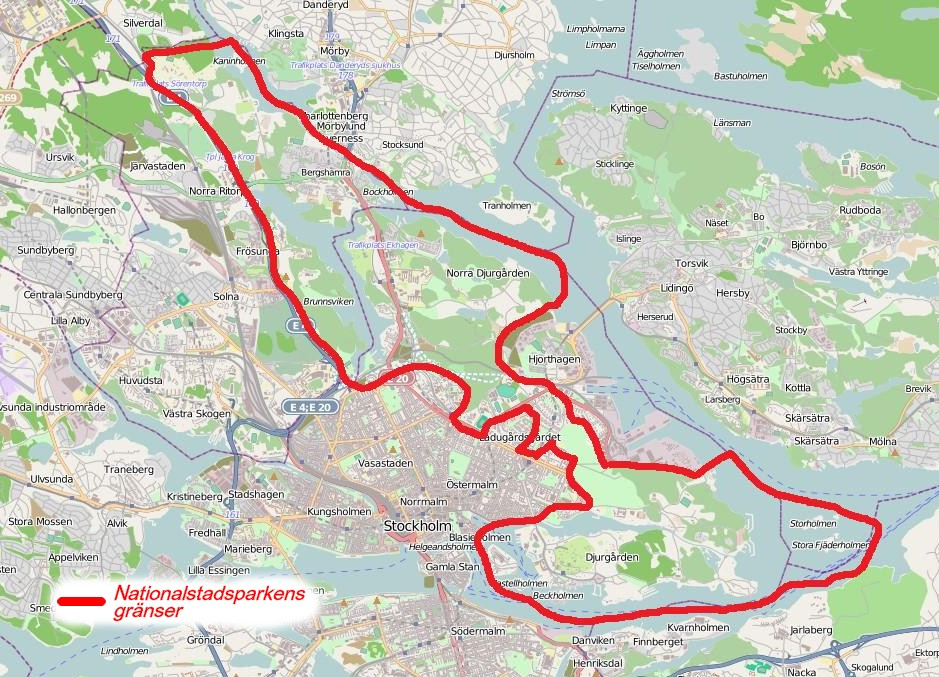
Karte mit den Grenzen des Nationalstadtparks 2010

Der Königliche Nationalstadtpark (schwedisch: Kungliga nationalstadsparken) liegt in den schwedischen Gemeinden Stockholm, Lidingö sowie Solna und ist der weltweit erste Nationalstadtpark (schwedisch: Nationalstadsparken). Der ursprüngliche Name war Ökopark (schwed. Ekoparken), nicht zu verwechseln mit Ökopark, ein vom schwedischen Staatsunternehmen Sveaskog unter ökologischen Gesichtspunkten betriebenes Waldgebiet in Schweden.

## Hintergrund

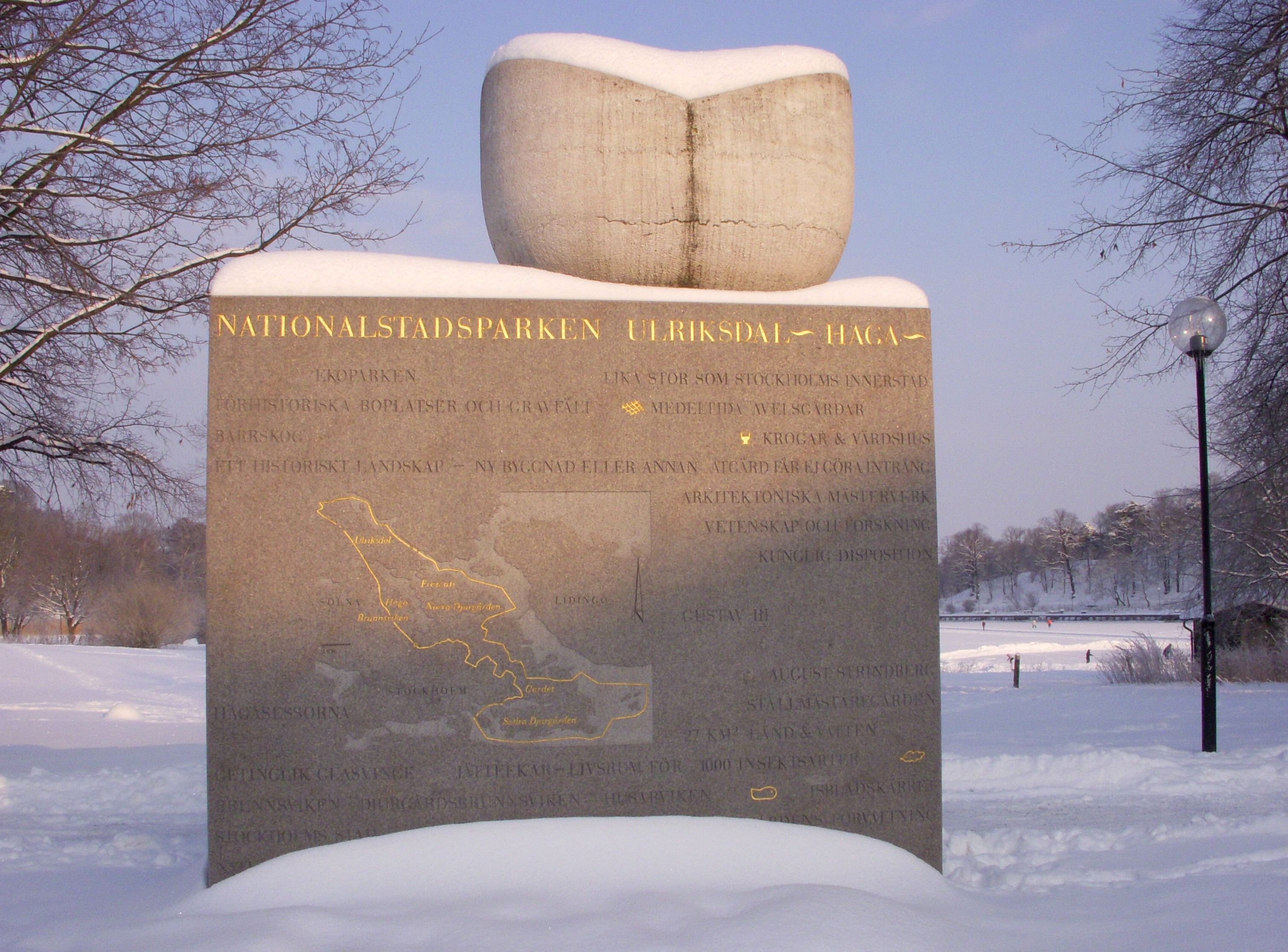
Monument des Nationalstadsparks im Hagaparken

Viele Länder, darunter auch Schweden, haben ihre naturgeschützten Nationalparks, die oft weitab von jeglicher Bebauung liegen. Im Nationalstadtpark wurde zum ersten Male die Idee verwirklicht, einen Nationalpark in einer Großstadt und in unmittelbarer Nähe einer Großstadt zu schaffen, mit allen darin befindlichen Bauwerken, Infrastrukturen, Parks, Seen, Fauna und Flora. So entstand 1994, nach langem Ringen, der erste Nationalstadtpark der Welt, in und bei Stockholm. Seit 2009 heißt der Park laut Regierungsbeschluss Kungliga nationalstadsparken.
Der 27 km² große Nationalstadtpark enthält einmalige Kultur- und Naturwerte, von Schlössern und hochherrschaftlichen Bauten bis hin zur einfachen Fischerhütte, Seen, Gärten und Parks sowie den größten Bestand von alten, mächtigen Eichen in Nordeuropa. Teile des Ökoparks sind u. a. Skeppsholmen, Kastellholmen, Fjäderholmarna, Djurgården, Djurgårdsstaden, Ulriksdal, Hagaparken, Beckholmen, Brunnsviken, Bergianska trädgården und der südwestliche Teil des Ostseearmes Edsviken. Im Park befinden sich aber auch Wohnsiedlungen, Industriebetriebe, Bürokomplexe, eine Stadtautobahn und die Universität Stockholm.

## Reichstagsbeschluss
Das Zustandekommen des Nationalstadtparks ist größtenteils der Initiative des schwedischen Königs Carl XVI. Gustaf zu verdanken. Der Park ist durch einen Reichstagsbeschluss vom 7. Dezember 1994 gesetzlich geschützt. Neue Bebauung oder andere Eingriffe sind nur unter strengen Auflagen möglich.
Dieses Gesetz sagt u. a. wörtlich:
”Området Ulriksdal-Haga-Brunnsviken-Djurgården är en nationalstadspark. Inom en nationalstadspark får ny bebyggelse och nya anläggningar komma till stånd och andra åtgärder vidtas endast om det kan ske utan intrång i parklandskap eller naturmiljö och utan att det historiska landskapets, natur- och kulturvärden i övrigt skadas.”
Sinngemäß etwa:
„Das Gebiet Ulriksdal-Haga-Brunnsviken-Djurgården ist ein Nationalstadtpark. Innerhalb eines Nationalstadtparks dürfen neue Bebauungen und neue Anlagen nur zustande kommen und andere Maßnahmen nur vorgenommen werden, wenn dies ohne Eingriff in die Parklandschaft oder das Naturmilieu geschehen kann und ohne dass historische Landschafts-, Natur- oder Kulturwerte im Übrigen beschädigt werden.“

## Ökopark
Der ursprüngliche Begriff „Ökopark“ stand für eine ökologische Sichtweise. Er soll zu einer zukunftssicheren Entwicklung in Stockholm und Umgebung beitragen und gleichzeitig die einmalige Mischung von Natur und Kultur bewahren. Dass das gelungen ist, beweist die hohe Besucherzahl von ca. 15 Millionen Menschen jährlich.
Der Königliche Nationalstadtpark wird hauptsächlich verwaltet von der Kungliga Djurgårdens Förvaltning (Königliche Tiergartenverwaltung).

## Kritik
Die Gesetzgebung, die für den Nationalstadtpark gilt, ist während der Jahre auch hart kritisiert worden, mit dem Hauptargument, sie hemme den Ausbau und das Wachstum Stockholms. So konnten ein paar Privatpersonen mit Hilfe dieser Gesetzgebung den Ausbau des nördlichen Autobahnringes (Norra Länken), der einen Teil des Parks im Tunnel unterquert, verspäten und verteuern. Ein anderes Beispiel ist ein ehemaliges Industriegrundstück, das laut Gesetzgebung nicht wieder bebaut werden darf, da es sich innerhalb des Parks befindet. Die Kritik hat dazu geführt, dass vorerst keine weiteren Parks dieses Typs in Schweden gebildet wurden, obwohl es ursprünglich geplant war.

## Bildgalerie

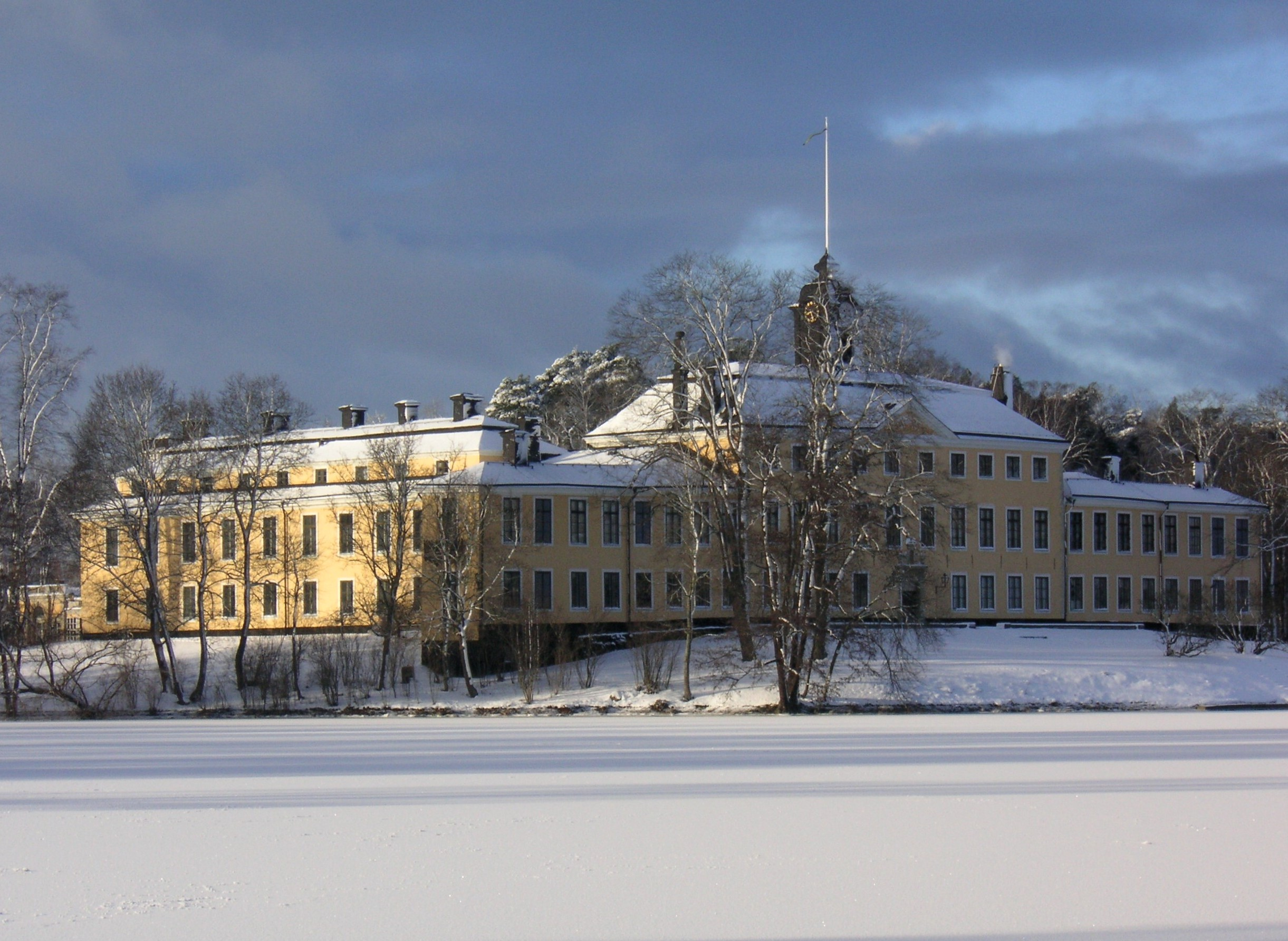
Schloss Ulriksdal vom Edsviken aus gesehen
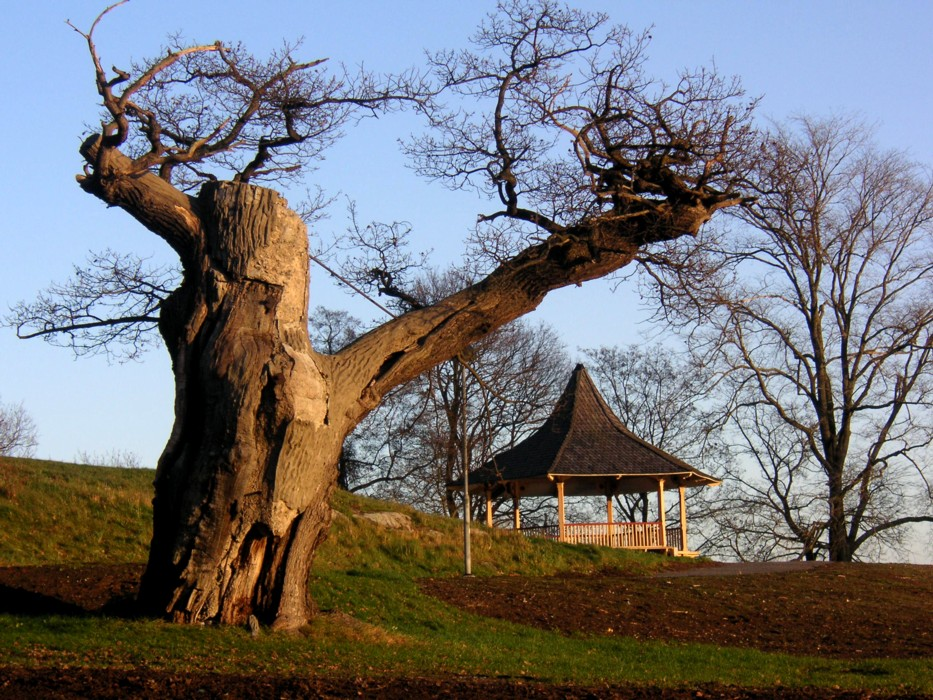
Mächtige, alte Eiche im südlichen Djurgården
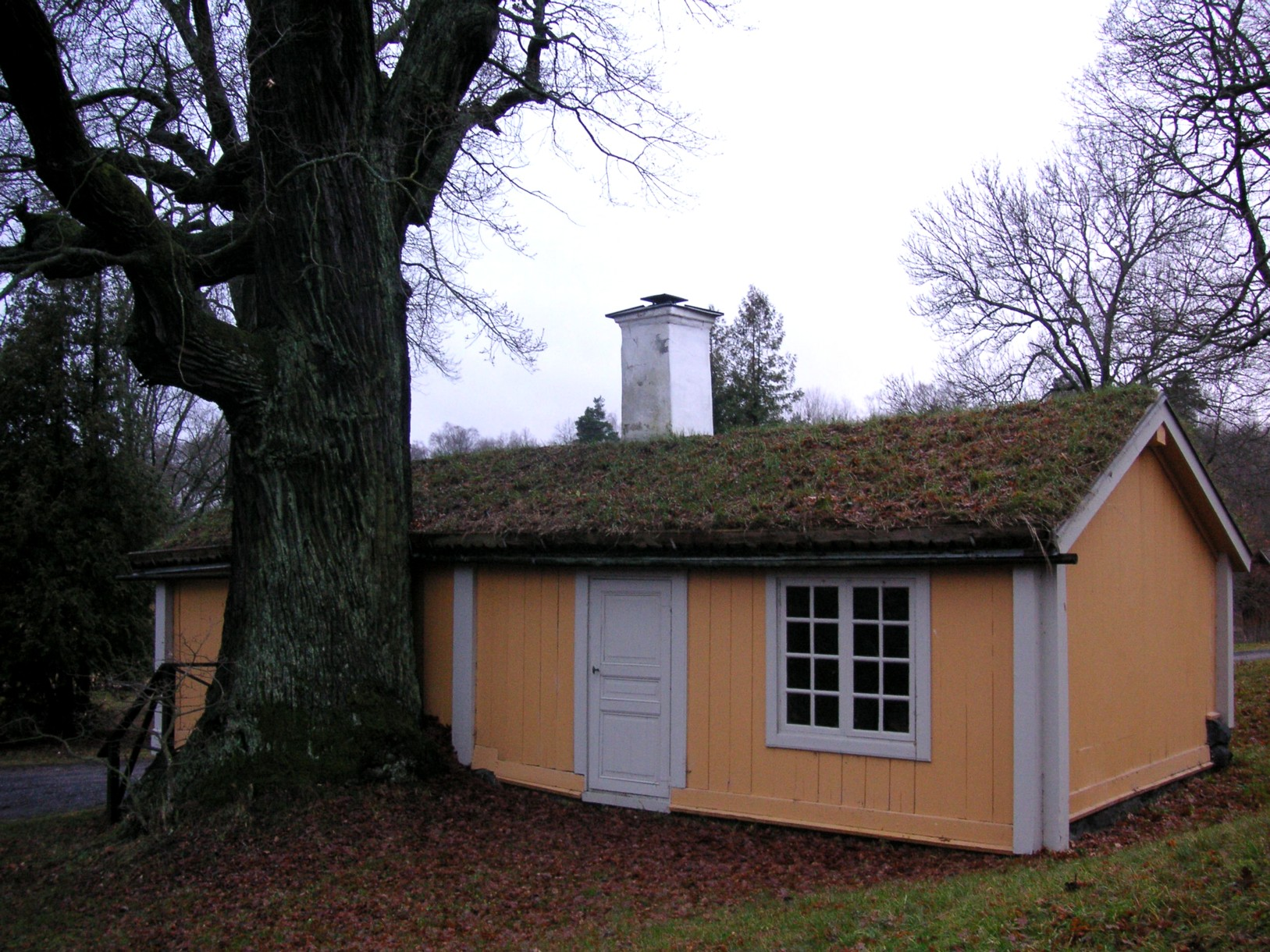
Karl XI.s Fischerhütte von 1680, Ekoparkens ältestes Haus
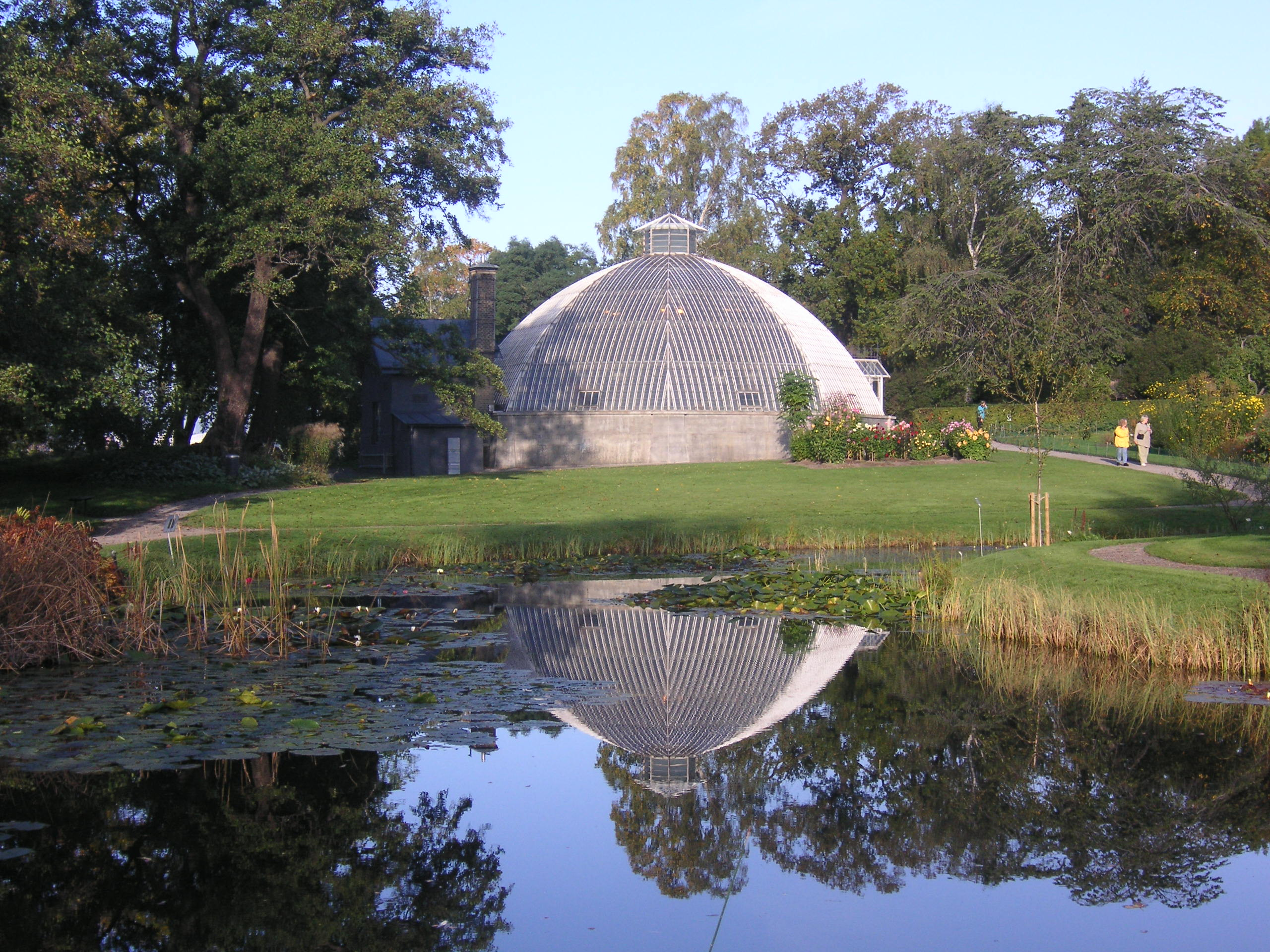
Victoria Gewächshaus im Bergianska trädgården